# 聯合縮小軍
《聯合縮小軍》（英語：Fantastic Voyage）是一部1966年上映的美國科幻冒險電影，由理查德·弗萊徹執導，哈利·克萊納編劇，故事則來自奧托·克萊門特（Otto Klement）與杰羅姆·比克斯比。劇情講述一支潛艇小組被縮小至微觀尺寸，進入一名受傷科學家的體內試圖修復其大腦的損傷。在改編劇本時，克萊納保留了微縮技術的核心概念，並加入了冷戰元素。主演陣容包含史蒂芬·博伊德、拉寇兒·薇芝、艾德蒙·奥布莱恩、當奴·派辛斯、阿瑟·奧康納、威廉・雷德菲爾德及阿瑟·肯尼迪。
矮腳雞圖書獲得了本片的小說改編權，並邀請科幻作家艾萨克·阿西莫夫撰寫小說版。然而，由於小說比電影提前六個月出版，許多人誤以為電影是根據阿西莫夫的作品改編的。本片憑藉其創新的視覺設計，在第39届奥斯卡金像奖上獲得五項技術類別提名，並贏得最佳特殊視覺效果與最佳彩色片藝術指導獎。
此外，本片與《不可思議的收縮人》同樣運用了科幻題材中的微縮概念，並啟發了後續同名動畫影集的製作。

## 劇情大綱
美國與蘇聯已經研發出能夠縮小物質的技術，通過縮小原子來實現微縮效果，但這種縮小的狀態僅能維持一小時。然而，身處「铁幕」背後的科學家揚·貝內斯博士（Dr. Jan Benes）成功破解了讓微縮狀態持續無限時間的方法。在美國情報人員查爾斯·格蘭特（Charles Grant）的協助下，貝內斯成功逃往西方並抵達紐約市。然而，他遭遇刺殺未遂，並因顱內血栓陷入昏迷，這種血栓無法通過傳統外科手術移除。
為了拯救貝內斯的性命，美國海軍飛行員比爾·歐文斯上尉（Captain Bill Owens）、醫學主管兼循環系統專家麥可斯博士（Dr. Michaels）、外科醫生彼得·杜瓦爾博士（Dr. Peter Duval）及其助手科拉·彼得森（Corra Peterson）被安排搭乘海軍微型潛艇「普羅透斯號」（Proteus），並在微縮威懾部隊（CMDF）設施中將其縮小至「微生物般大小」，隨後被注射進貝內斯的體內。團隊只有60分鐘的時間抵達血栓位置，清除血塊並成功撤離，否則潛艇及全體成員將恢復原本大小，這不僅會觸發貝內斯的免疫系統反應，甚至可能導致貝內斯死亡。
在執行任務的過程中，團隊遭遇諸多挑戰。一次未被偵測到的動靜脈瘺使他們不得不繞道穿越心臟，並為了減少劇烈湍流對潛艇的危害，他們被迫使貝內斯進入心臟驟停狀態。隨後，他們發現氧氣供應異常減少，必須前往肺部進行補充，並在肺部發現來自煙霧的碳微粒。格蘭特注意到，摧毀血栓的外科雷射在穿越心臟時受損，並且固定裝置鬆脫，這使他懷疑團隊內部可能有內奸。為修復雷射，團隊不得不拆解潛艇的無線電設備，導致與外界完全失去聯繫。儘管如此，由於潛艇採用核動力，外科醫生與技術人員仍能透過放射性追蹤裝置監控潛艇的動向，讓微縮威懾部隊的指揮官艾倫·卡特將軍（General Alan Carter）與唐納·瑞德上校（Colonel Donald Reid）能夠推測團隊的行動計劃並嘗試提供協助。
潛艇進入淋巴系統後，受到網狀纖維的干擾，被迫改道穿越內耳。為了避免潛艇因震動而受損，外界人員必須保持絕對安靜。然而，在清理堵塞潛艇通風口的網狀纖維並防止引擎過熱時，一件掉落的手術器械意外引發強烈震動，導致船員被拋飛，彼得森險些被抗體吞噬。儘管如此，他們及時返回潛艇，避免了這場災難。當潛艇終於抵達血栓位置時，隊伍僅剩六分鐘的時間來完成手術並撤離貝內斯的體內。
在任務開始前，格蘭特曾被告知杜瓦爾是最有可能的刺客嫌疑人。然而，隨著行動進行，他開始將疑點轉向麥可斯。在手術進行期間，麥可斯趁其他人離艙操作時襲擊歐文斯並奪取潛艇的控制權。當杜瓦爾用雷射成功清除血栓時，麥可斯試圖駕駛潛艇直接撞向貝內斯的大腦企圖殺死他。關鍵時刻，格蘭特開火擊中潛艇，成功使其偏離航線並墜毀，麥可斯被困在殘骸中，操縱桿壓制住他的身體，吸引了白血球的注意。格蘭特成功救出歐文斯，而麥可斯則與潛艇一同被白血球吞噬。剩餘的隊員迅速游向貝內斯的眼睛，並在恢復正常大小的前一刻，通過淚管成功逃出體外。

## 演員
- 史蒂芬·博伊德 飾 查爾斯·格蘭特（Charles Grant），一名被指派保護貝內斯的CIA特工。
- 拉寇兒·薇芝 飾 柯拉·彼得森（Cora Peterson），杜瓦爾博士的技術助理。
- 艾德蒙·奥布莱恩 飾 亞倫·卡特將軍（General Alan Carter），聯合微型防禦部隊（CMDF）的負責官員之一。
- 當奴·派辛斯 飾 麥可斯博士（Dr. Michaels），CMDF的醫學主管及循環系統專家。
- 阿瑟·奧康納（英语：Arthur O'Connell） 飾 唐納·里德上校（Colonel Donald Reid），CMDF的作戰指揮官。
- 威廉・雷德菲爾德（英语：William Redfield (actor)） 飾 比爾·歐文斯上尉（Captain Bill Owens），美國海軍軍官，負責開發潛艇「普羅透斯」的研究與設計。
- 阿瑟·肯尼迪（英语：Arthur Kennedy） 飾 彼得·杜瓦爾博士（Dr. Peter Duval），頂尖的腦外科醫生，負責為貝內斯進行手術。
- 尚·德爾瓦爾（英语：Jean_Del_Val） 飾 珍·貝內斯博士（Dr. Jan Benes），昏迷中的科學家，成功研發出無限微縮技術的公式。
- 巴里·科伊（英语：Barry_Coe） 飾 通訊助理
- 肯·史考特（英语：Ken_Scott_(actor)） 飾 特勤局探員
- 雪兒比·格蘭特（英语：Shelby_Grant） 飾 護士
- 詹姆斯·布洛林 飾 技術員

## 製作
這部電影的原始構想來自奧托·克萊門特（Otto Klement）和杰羅姆·比克斯比，兩人將劇本賣給二十世紀福斯後，該公司隨後宣布這將是「有史以來最昂貴的科幻電影」。理查德·弗萊徹被指派執導，索爾·大衛擔任製片人，兩人此前都曾在福斯工作過。弗萊徹曾在大學學習醫學與人體解剖學，後來才選擇進入電影界，而哈利·克萊納則受邀負責劇本改寫。
電影最初的預算為500萬美元，後來增至600萬美元，其中300萬美元用於搭建場景，100萬美元則花在測試拍攝上。其中電影的「普羅透斯」潛艇的模型長達42英尺，最初出現在微縮室，隨後在肺部與內耳場景中，演員需要以「游泳」的方式（實際上是懸掛於鋼絲線上）在潛艇外活動。這艘潛艇的全尺寸模型包含所有內部場景，部分區域可拆卸，以便攝影機和工作人員進行拍攝。此外，還製作了不同尺寸的比例模型，其中包括一個約五英尺長的迷你模型，用於在人體內的場景中「飛行」。為了呈現心臟和大腦內的場景，福斯搭建了一個完整的片場，並採用了「乾拍濕用」（dry for wet）技術，將浮動的血細胞元素後期合成進畫面。此外，一個18英寸長的微型模型用於拍攝潛艇穿破動脈壁的場景，而一個僅幾英寸長的極小模型則被用於微縮過程的鏡頭，顯示潛艇被機械臂拾起並放入玻璃管，隨後再被縮小至可注射進人體內。
史蒂芬·博伊德在這部作品中擔任主演，這是他時隔五年後再次參與好萊塢製作。拉寇兒·薇芝則是在福斯的首部作品，她因參加選美比賽而被大衛的妻子發掘，進而與公司簽約。導演弗萊徹在製作本片時，特別邀請了兩位曾參與他執導的1954年華特迪士尼電影《海底兩萬里》的幕後人員協助。當年設計該片「鸚鵡螺號」潛艇的設計師哈珀·戈夫負責設計「普羅透斯」，而技術顧問佛瑞德·岑達（Fred Zendar）也再次參與協作。
在電影的前期製作階段，曾一度考慮將其定位為《德瑞克·弗林特》間諜惡搞電影系列的一部分，由詹姆士·柯本主演，該系列由二十世紀福斯與索爾·大衛（Saul David）製作。根據2012年《聯合縮小軍》DVD的幕後特輯，部分早期劇本顯示，史蒂芬·博伊德（Stephen Boyd）飾演的格蘭特角色原本被設計為弗林特，而弗林特不願意被微縮幽默對白，最終由博伊德的格蘭特在電影中呈現。多年後，喜劇演員邁克·邁爾斯（Mike Myers）曾構思將他的《王牌大賤諜》系列與本片融合，推出一部名為《Shagtastic Voyage》的作品，劇情設定為奧斯汀·鮑爾被注射進邪惡博士體內。
電影中軍事總部的場景尺寸為100公尺 × 30公尺（328英尺 × 98英尺），而「普羅透斯」潛艇的大小為14公尺 × 8公尺（46英尺 × 26英尺）。製作團隊使用樹脂與玻璃纖維建造了一條33公尺（108英尺）長、7公尺（23英尺）寬的動脈場景。心臟場景的尺寸則達到45公尺 × 10公尺（148英尺 × 33英尺），而大腦場景更大，達到70公尺 × 33公尺（230英尺 × 108英尺）。影片中的血漿效果由首席攝影師歐內斯特·拉茲羅透過多種顏色的旋轉燈光照射半透明佈景來實現。大衛曾表示：「這部電影沒有前例可循，因此我們只能透過不斷試驗來完成。」

### 爭議
在日本，曾有觀點認為電影《聯合縮小軍》受到1963年電視動畫《原子小金剛》第88集〈細菌部隊〉與其基礎漫畫《吸血魔團》的影響。根據《原子小金剛》的原作者手塚治虫在《季刊電影寶庫6——SF少年的夢》（1978年4月號）中與石上三登志的對談，他表示：「《聯合縮小軍》完全受到了《原子小金剛》的影響，這一點我深信不疑。」
手塚回憶道，當時NBC國際一名名為多德的男子曾對他表示：「手塚先生，在我們的權利範圍內，也就是《原子小金剛》在美國播出期間，所有權利在美國都歸NBC所有。我們已經寄出了這部作品的劇本，接下來的發展我們會持續關注，並隨時向您報告。」此外，該人士還提到了相關的製作人姓名。手塚表示，他當時並未意識到對方可能會直接採用這一構想。此外，恰逢他收到來自《2001太空漫遊》導演史丹利·庫柏力克的來信，使他產生了一種「大家都在關注我的作品」的優越感，因此未進一步深究。然而，事後回想，他認為自己當時應該據理力爭，至少要求一定的補償。手塚進一步表示：「但說到底，《聯合縮小軍》並非出自我的劇本，而是剽竊。如果是剽竊，那也沒有辦法正式抗議。」
在對談中，石上建議：「至少應該加上一行『Suggested by Osamu Tezuka’s Comic』（基於手塚治虫的漫畫）之類的標註，這才是理所當然的吧？」對此，手塚回應：「但由於權利歸NBC所有，按照正常流程，應該先標註NBC的名字。至於能否進一步標示更詳細的信息，我並不清楚……但至少NBC的名字應該出現。這件事已經無法挽回，我也無話可說了。」
此外，在研究《原子小金剛》的書籍《原子小金剛論：手塚治虫、原子小金剛與漫畫/動畫革命》中，作者弗雷德里克·肖特（Frederick Schodt）提到，二十世紀福斯曾希望借鑑手塚治虫創作的某集《原子小金剛》的點子，但最終並未給予手塚任何官方致謝或署名。

### 音樂
電影的配樂由倫納德·羅森曼作曲與指揮。他特意讓電影前四卷（即主角尚未進入人體前）完全沒有音樂，進一步營造緊張氛圍。羅森曼在回憶錄中提到：“整部電影的配樂幾乎完全採用無調性和聲，直到最後英雄們恢復正常大小時才出現音樂。

## 評價
《聯合縮小軍》獲得了大多數正面評價，雖然也有一些批評意見。娛樂業貿易週刊《綜藝》在電影上映前發表了一篇正面評論，稱其為「華麗的製作，擁有出色的特效與卓越的創意，是一次充滿娛樂性與啟發性的內部空間探索——進入人體的奇妙旅程。」
《紐約時報》的影評人博斯利·克勞瑟寫道：「是的，這無疑是一部正統的科幻電影，自1950年的《登月第一人》（Destination Moon）以來最具色彩與想像力的作品。」
《生活》雜誌的理查德·席克爾則表示，觀眾若能克服這部作品所需的「巨大懸浮不信感」，將會獲得豐富的回報。他認為雖然出色的特效與場景可能會讓人忽略其科學背景的作用，但這些「熟悉的科幻元素」經過全新演繹後，依然帶來極大樂趣。他還讚揚編劇克萊納與導演弗萊徹嚴肅對待故事，使其更具可信度與趣味性。此外，他提到有部分評論認為本片帶有「惡搞」風格，但他並不認同這一說法。
根据評論匯總网站爛番茄汇总的36篇评论文章，92%的评论家给予该作正面评价，平均打分为7分（满分10分）。该网站总结的评论家共识是“儘管特效如今看來有些過時，但《聯合縮小軍》仍然是一場充滿想像力的體內探索。”。

### 票房表現
根據二十世紀福斯的記錄，本片需要獲得940萬美元的票房分帳收入才能回本，但最初僅賺得888萬美元，導致輕微虧損。然而，後續的電視播映權銷售使其轉虧為盈，並且之後的家庭影像發行幾乎全部為淨利。

## 榮譽

### 榮譽
| 獎項               | 類別               | 提名者                                                        | 結果 |
| ------------------ | ------------------ | ------------------------------------------------------------- | ---- |
| 第39届奥斯卡金像奖 | 最佳彩色片藝術指導 | 傑克·馬丁·史密斯、戴爾·漢內西、華特·M·史考特、斯圖爾特·A·里斯 | 獲獎 |
| 第39届奥斯卡金像奖 | 最佳視覺效果獎     | 阿特·克魯克尚克                                               | 獲獎 |
| 第39届奥斯卡金像奖 | 最佳攝影           | 歐內斯特·拉茲羅                                               | 提名 |
| 第39届奥斯卡金像奖 | 最佳音效剪輯       | 華特·羅西                                                     | 提名 |
| 第39届奥斯卡金像奖 | 最佳剪輯           | 威廉·B·墨菲                                                   | 提名 |

## 改編作品

### 小說
在獲得電影小說改編版權後，班塔姆圖書公司聯繫艾萨克·阿西莫夫創作小說，並向他提供5,000美元的固定費用，不涉及版稅。阿西莫夫最初拒絕了改編《聯合縮小軍》小說的提議，認為微縮技術在物理上不可能實現。 然而，他最終同意執筆，並在故事中加入更多科學合理性。例如，他修改了結局，確保潛艇在恢復正常大小前能順利離開人體，以解決電影中的情節漏洞。
該小說於1966年由霍頓·米夫林出版社 (Houghton Mifflin) 出版精裝版，並由班塔姆圖書 (Bantam Books) 發行平裝版。儘管最初未獲得版稅，阿西莫夫後來透過談判爭取到了部分收益。該小說還曾在《星期六晚邮报》 連載。
1987年，阿西莫夫撰寫了《聯合縮小軍II：目的地腦部》，這並非電影或小說的續作，而是一部完全獨立的故事，背景設於蘇聯，角色與劇情皆與原作無關，並融入更多科學理論。

### 動畫系列
1968年至1969年，美國廣播公司播出了《聯合縮小軍》改編的動畫影集，由飞美逊與二十世紀福斯製作，共17集。

### 其他
金鑰匙漫畫公司於1967年以動畫影集為主題，推出了一套短命的漫畫系列，該漫畫由沃利·伍德繪製，基本遵循電影情節，但部分場景有所改動或刪減，並在結尾增加了一段額外的後續發展。
同年，《瘋狂雜誌》發表了名為《Fantastecch Voyage》的惡搞漫畫，由賴瑞・西格爾撰寫，莫特·德魯克繪製，內容講述一組微縮團隊進入一個嚴重鼻塞的病人體內施打去充血劑。
1982年，福斯互動為雅達利2600推出了《聯合縮小軍》的改編遊戲。

## 續集與重啟計劃
自1984年以來，關於《聯合縮小軍》續集或重啟的討論一直存在，但截至2015年7月初，該計劃仍處於「开发地狱」的狀態。
1984年，艾薩克·阿西莫夫受邀撰寫《聯合縮小軍2》的劇本，並計劃根據該作品拍攝電影。 當時阿西莫夫收到了一份建議大綱，其情節類似於後來的《驚異大奇航》，描述美國與蘇聯各自微縮的兩艘潛艇進入血流後，上演「微觀版的第三次世界大戰」。然而，阿西莫夫反對這種設定。由於出版社之間的爭議，原本委託阿西莫夫的出版商轉而找上菲利浦·荷西·法默，後者根據該大綱撰寫了一部小說並提交了手稿。儘管該手稿「嚴格遵循最初給阿西莫夫的大綱」，最終仍遭到拒絕。該小說充滿戰爭與動作場面， 阿西莫夫曾敦促出版社接受法默的作品，但對方堅持要由他親自執筆。因此，阿西莫夫最終按照自己的方式（與法默的劇情完全不同）完成小說，該書於1987年由道布尔戴出版社出版 然而，這部小說最終未被改編為電影。
詹姆斯·卡麥隆自1997年起便有意執導重拍版，但後來將精力投入到《阿凡达》（Avatar），不過他仍願意基於自己的劇本製作該片。2007年，二十世紀福斯宣布正式啟動前期製作，並由羅蘭·艾默瑞奇執導。然而，艾默里奇拒絕了卡麥隆的劇本，轉而聘請瑪麗安與科馬克·威柏利撰寫新劇本，但由於2007–2008年美國編劇工會大罷工，拍攝計劃被延後，艾默里奇則轉向製作《2012》。
2010年春季，保羅·葛林葛瑞斯曾考慮執導該片，使用由沙恩·薩勒諾撰寫的劇本，並由卡麥隆擔任製片。但隨後他退出劇組，改由肖恩·利维接手，計劃以原生3D技術拍攝。
2016年1月，《好萊塢報導》指出，吉勒摩·戴托羅正洽談執導該片，並將與大衛·S·高耶再度合作，劇本由高耶與賈斯汀·羅德斯（Justin Rhodes）共同撰寫，卡麥隆則透過其製作公司光影風暴娛樂參與製作。2017年8月，報導指出戴托羅決定將該計劃延後，全力投入製作《水底情深》，並計劃於2018年春季啟動前期製作，秋季開拍，預計2020年上映。
2024年4月，卡麥隆更新了該項目的進展，表示：「我們計劃很快推進這部電影。」

## 流行文化
斯特凡·伍爾的於1956年出版的法語科幻小說《回到零》講述了五艘微型潛艇被注入一名英雄體內，試圖治療一種至今無法治癒的疾病。潛艇船員們使用劍砍碎入侵的病原體，因為其他武器可能會對患者造成更大傷害。
- 英國電視劇《神秘博士》在1977年播映的四集劇集《看不見的敵人（英语：The_Invisible_Enemy_(Doctor_Who)）》據說受到此部電影的啟發。在這集中，博士的身體被邪惡的病毒所佔據，一位醫生創造了自己的克隆體和女伴莉拉的克隆體，讓他們進入博士的大腦尋找病毒並將其摧毀。[39]
- 1987年電影《驚異大奇航》延續了類似的概念，故事圍繞一名試飛員因意外被縮小並注入一名店員體內。[40]
- 2001年上映的真人動畫喜劇電影《捍胃戰士》則描述了一名白血球警察試圖阻止致命病毒摧毀宿主身體的故事。[40][41]

微縮探索人體的概念自《聯合縮小軍》以來，深深影響了許多動畫與電視劇作品，其中包括：
- 《地球超人》第十集《內部工作》（An Inside Job）中，地球衛士們進入克瓦梅體內，與水中寄生蟲戰鬥以幫助他康復。[41]
- 《海綿寶寶》第四季第十集《我縮小了》中（Squidtastic Voyage）惡搞了本部電影，故事中，海綿寶寶和派大星縮小進入章魚哥體內，試圖取回他誤吞的單簧管簧片。[41]
- 《尿布一族》的第四季《內部故事》（The Inside Story）中，寶寶們縮小進入查奇體內，取出一顆他誤吞的西瓜籽。[40][41]
- 《憤怒的海狸（英语：The Angry Beavers）》——第五季《奇異旅行》（Vantastic Voyage）中，描述了科學家們進入達格的體內。[41]
- 《趣怪守護仙》第七季《小小提米！》（Tiny Timmy!），中蒂米縮小進入維琪體內，以便為考試做準備。[41]
- 《天才小子傑米的冒險》——第三季《卡爾的中心之旅》（Journey to the Center of Carl），吉米和朋友們進入卡爾體內展開冒險。[41]

此外，許多電視節目也曾圍繞人體內部探險展開劇情，例如：
- 《魔法校車》——多集內容涉及人體內部探索，包括《午餐篇》（For Lunch）、《進入拉爾菲的體內》（Inside Ralphie）、《肌肉運動》（Flexes Its Muscles）等。[[40][41]
- 《鋼鐵人動畫系列（英语：Iron_Man_(TV_series)）》 的《鋼鐵人，體內英雄》（Iron Man, On the Inside）一集中，鋼鐵人必須進入鷹眼體內拯救他。[42]
- 《德克斯特的實驗室》第四季《神奇男孩之旅》（Fantastic Boyage），德克斯特試圖縮小進入貝貝體內治療感冒，但意外進入了他的狗體內。[41]
- 《飛出個未來》第四季《寄生蟲失落》（Parasites Lost）中，行星快遞隊縮小進入弗萊體內，幫助他對抗寄生蟲。[41]
- 《蓋酷家庭》第四季《使命不可能》（Emission Impossible），葛屁縮小進入痞德的睪丸，試圖阻止他和盧拉拉再生孩子。[41]
- 《少年悍將》和 《少年悍將GO！》劇集中曾有人皮獸或羅賓進入鋼骨體內進行修復的情節。[42]
- 《辛普森家庭》第十五季《恐怖屋樹屋》（Treehouse of Horror）中，奶嘴縮小進入郭董體內拯救他。[41]
- 《飛哥與小佛》第五季《凱蒂絲體內之旅》（Journey to the Center of Candace），飛哥與小佛試圖進入伊莎貝拉的小狗體內，但意外進入了凱蒂絲體內。[41]
- 《蝙蝠俠：智勇悍將》第三季《蝙蝠中心之旅》（Journey to the Center of the Bat!），原子俠與水行俠進入蝙蝠俠體內為他治療。[41]
- 《天兵公園》第六季《酷三角》（Cool Cubed），鳥哥和阿天進入男大生的大腦，阻止其遭到凍結。[41]
- 《瑞克與莫蒂》第三季《解剖樂園》（Anatomy Park），瑞克將莫蒂縮小並送入一名無家可歸的聖誕老人扮演者體內，以幫助他經營一座人體內部的主題樂園。[40][41]
- 《風流007》——第六季雙集《劇烈之旅》（Drastic Voyage），直接戲仿本電影。[42]

## 外部連結
- 美国电影学会目录上的《聯合縮小軍》（英文）
- 互联网电影数据库（IMDb）上《聯合縮小軍》的资料（英文）
- TCM电影资料库上《Fantastic Voyage》的资料（英文）